# 市川壽海 (3代目)
三代目 市川 壽海（いちかわ じゅかい、新字体：寿海、1886年（明治19年）7月12日 - 1971年（昭和46年）4月3日）は、大正から昭和にかけて活躍した歌舞伎役者。屋号は成田屋。定紋は壽海老、替紋は蝙蝠。本名は太田 照造（おおた しょうぞう）。

## 概要
「三代目」とはいいながら、この「市川壽海」の名跡を襲名したのはこの太田照造ただ一人なので、かれのことを単に市川壽海（いちかわ じゅかい）と呼ぶことが多かった。
主に関西歌舞伎を中心に舞台を務め、初代中村鴈治郎・中村魁車・三代目中村梅玉らの死後は、三代目阪東壽三郎と並んで「双壽時代」と呼ばれる一時代を築く。

## 来歴
東京府東京市日本橋区日本橋蛎殻町の仕立職・中村力蔵の子として生まれる。1894年（明治27年）5月、五代目市川小團次に入門して市川高丸と名乗り、明治座で初舞台。1903年（明治36年）1月、市川小満之助と改める。
1905年（明治38年）5月、五代目市川壽美蔵の養子となって市川登升を襲名。これが出世の糸口となって、翌年には名題昇進。翌1907年（明治40年）3月、明治座で六代目市川壽美蔵を襲う。
しかし東京大歌舞伎ではなかなか役に恵まれず、大正時代には二代目市川左團次の演劇革新運動に加わる。

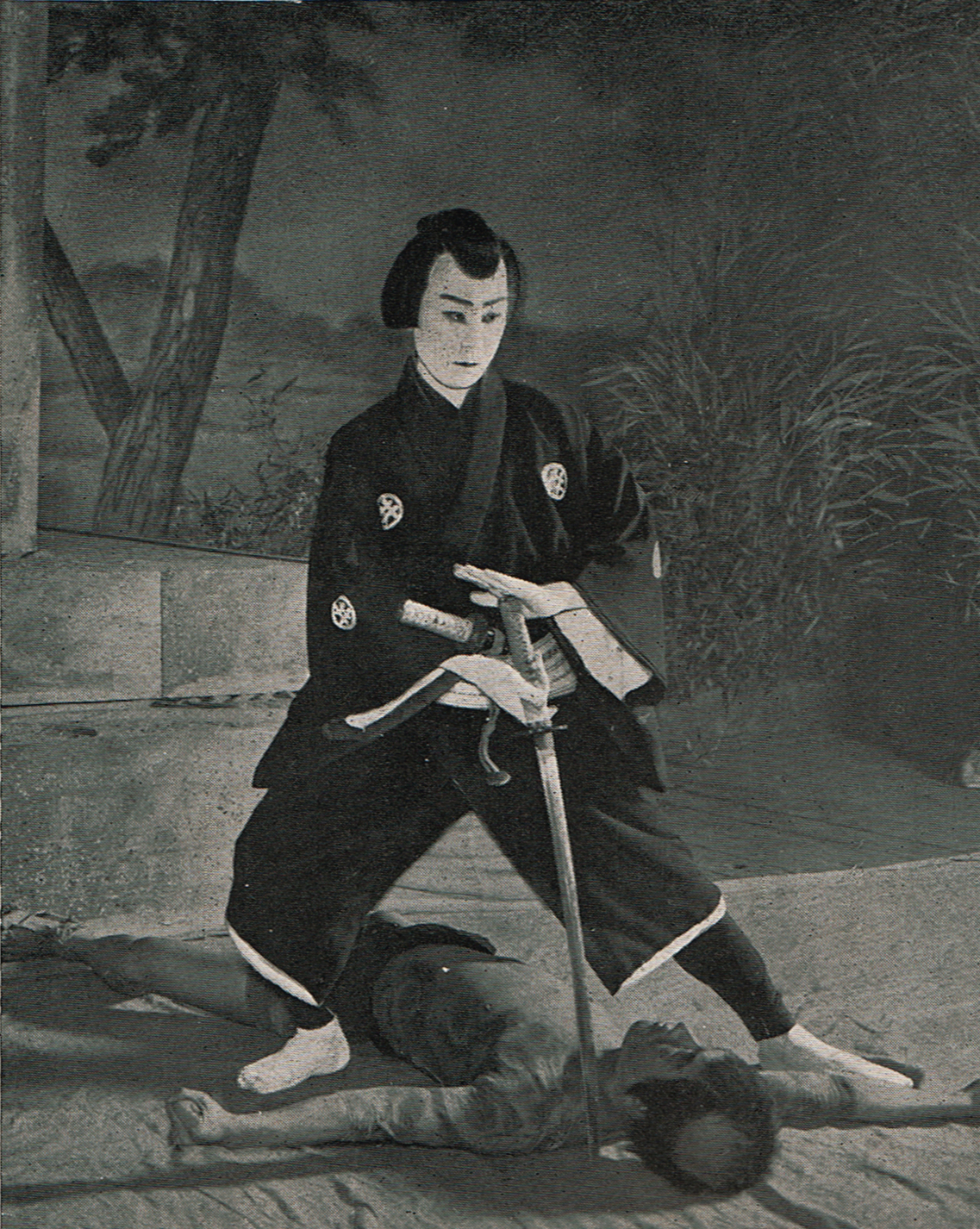
『御存鈴ヶ森』の白井権八（1934年（昭和9年））
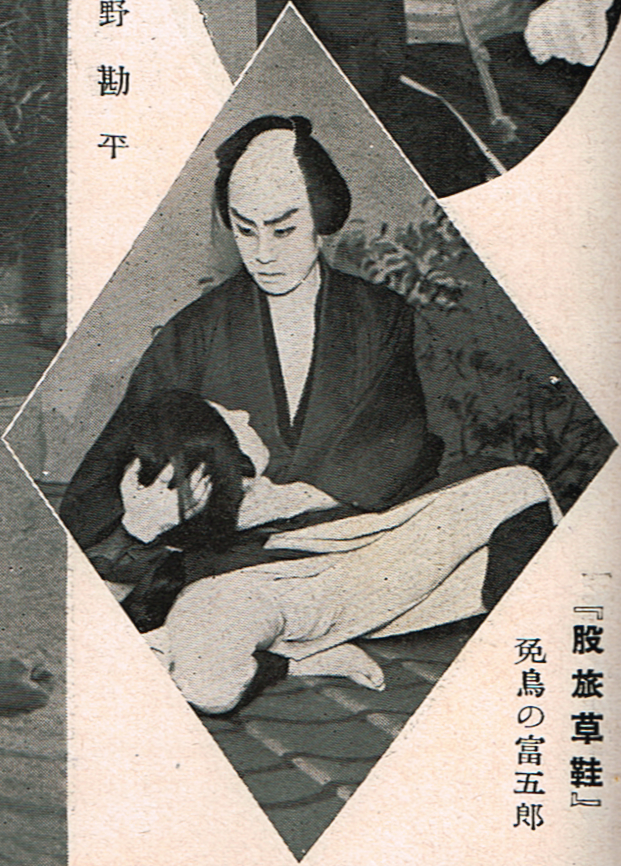
『股旅草鞋』の免鳥の富五郎（1934年）

その後は一貫して左團次一座に所属していたが1935年（昭和10年）9月から1938年5月まで東宝劇団に所属していた事もあった。左團次が死去すると二代目市川猿之助と共に左團次一座を率いる立場に就いたが戦後の1948年（昭和23年）からは名優が相次いで世を去り人材不足となった関西歌舞伎に身を投じた。

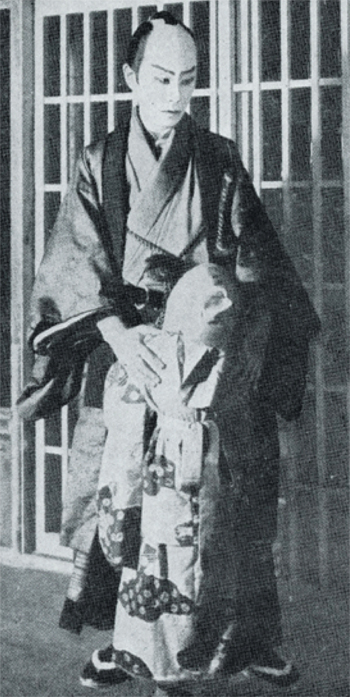
『太平記忠臣講釈』七段目の矢間重太郎（昭和10〜20年代）

1949年（昭和24年）2月、大阪歌舞伎座の『助六』と『大森彦七』で三代目市川壽海を襲名。戦中戦後の名優の相次ぐ死で次世代の役者が手薄になった関西歌舞伎において、三代目阪東壽三郎と並んで中心的な役割を担い、壽三郎の死後は文字通りその重鎮としてこれを見守った。

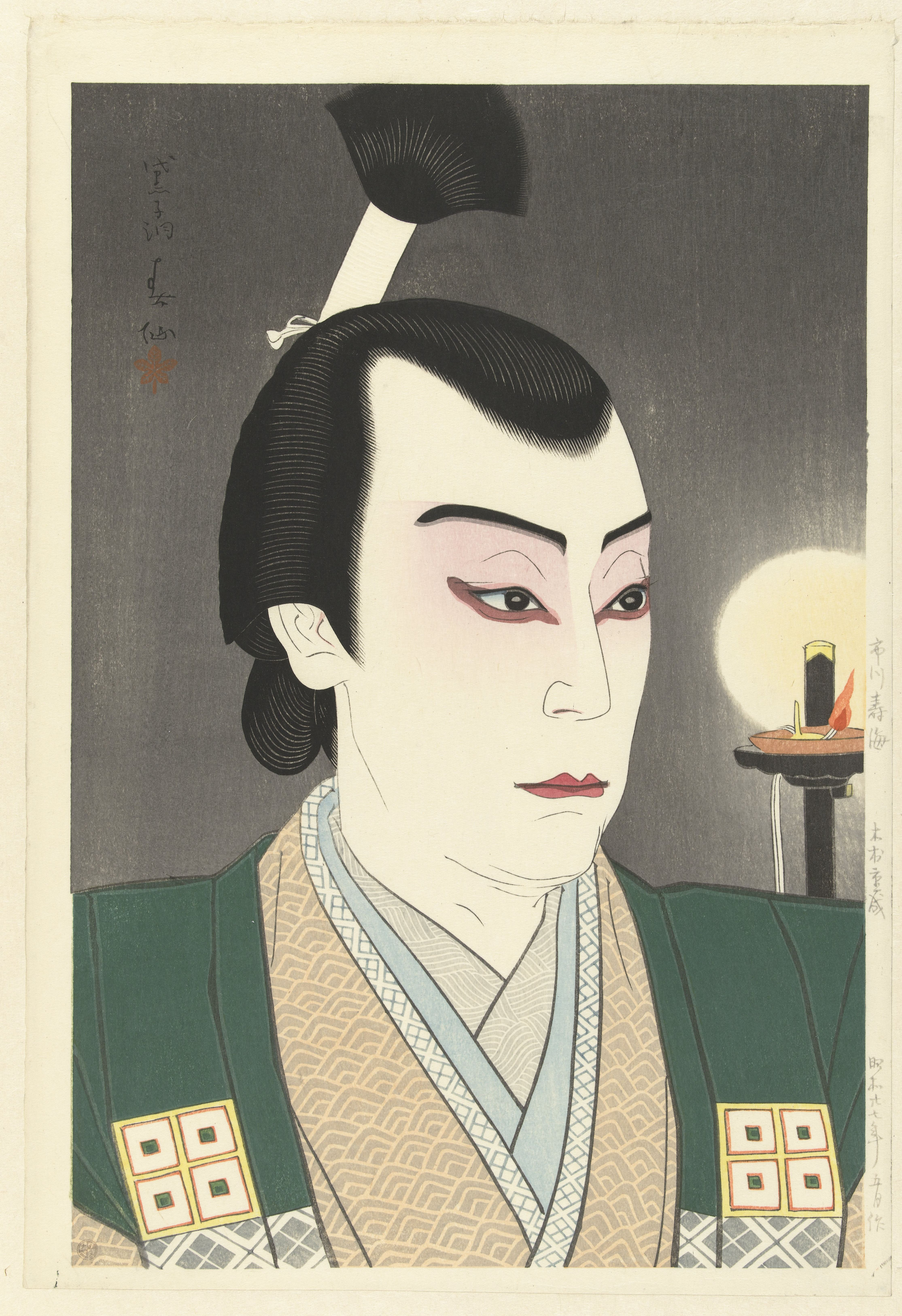
名取春仙作品「木村重成 ／市川壽海」（1952年（昭和27年））
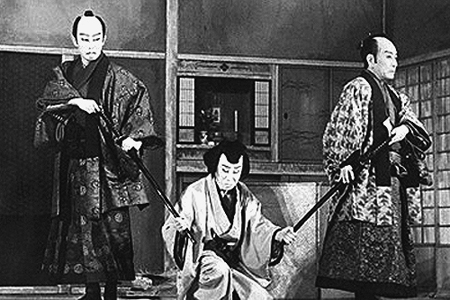
『仮名手本忠臣蔵』六段目。左から、八代目市川雷蔵の千崎弥五郎、三代目市川壽海の早野勘平、八代目市川中車の不破数右衛門（1953年（昭和28年））

しかし「関西歌舞伎生え抜き」の壽三郎に対して、壽海には「東京から移籍してきよった役者」という偏見がつきまとった。その壽海を中心に据える興行の形態が、関西歌舞伎の役者たちからの反発を招いたのも無理はなかった。壽海自身も関西歌舞伎俳優協会会長の立場にありながら、壽三郎の死をきっかけに起きた関西歌舞伎の混乱と衰退への怒濤のような流れを食い止めることができなかったが、要するに相性が良くなかったことがその大きな原因だった。やがて壽海も自らの舞台の確保に苦しむことになり、これが養子に迎えた八代目市川雷蔵が梨園と決別して映画界入りする一因ともなった。
壽海は舞台上・日常を問わず、温厚な紳士だった。京都が好きで晩年は伏見に居住している。1971年（昭和46年）4月3日死去。84歳だった。
最後の舞台はこの前年12月京都南座顔見世『将軍江戸を去る』の徳川慶喜。この時すでに体力が衰え、歩くことはおろか立つことさえもままならなかった。舞台ではずっと座りっぱなしだったが、千穐楽の日、大詰の「千住大橋の場」幕切れで、ふと何かに取り憑かれたかのようにすっくと立ち上った。観客は驚きどよめき、大向うからの「立ったぁー！」の掛け声と場内万雷の拍手に包まれながら、定式幕が引かれて壽海を舞台奥に消し去るという、誰もがその遠くない最期を一瞬予感するような伝説的な最後となった。
なお、十一代目市川海老蔵が、2014年9月に自身のブログにて「市川壽海」と養子の「市川雷蔵」の名跡を預かっていることを示唆している他、「市川壽海」の名跡が、市川宗家の團十郎、海老蔵、新之助以外に唯一、成田屋の屋号を許されていることを紹介している。

## 芸風
若々しく、朗々とした口跡が特徴で、青春の香りを晩年まで漂わせた。真山青果や岡本綺堂の新作歌舞伎を「名作」の域にまで昇華させたのも壽海の功績である。
二代目市川左團次によく学び、『頼朝の死』の頼家、『桐一葉』の木村重成、『鳥辺山心中』の菊地半九郎、『番町皿屋敷』の青山播磨、『将軍江戸を去る』の慶喜、『少将滋幹の母』の時平などの第一人者だった。古典では『天衣紛上野初花』（河内山）の直侍、『近江源氏先陣館』（盛綱陣屋）の盛綱、『競伊勢物語』の紀有常などが代表作としてあげられる。

## 受賞・顕彰等
- 1950年（昭和25年）　毎日演劇賞、大阪市復興文化祭賞
- 1953年（昭和28年）　日本芸術院賞[5]
- 1954年（昭和29年）　なにわ芸術賞
- 1958年（昭和33年）　菊池寛賞、大阪市民文化賞
- 1960年（昭和35年）　日本芸術院会員、重要無形文化財保持者として各個認定（いわゆる人間国宝、歌舞伎役者として初[1]）、朝日文化賞
- 1962年（昭和37年）　テアトロン賞
- 1963年（昭和38年）　文化功労者
- 1964年（昭和39年）　勲三等瑞宝章
- 1965年（昭和40年）　京都市名誉市民[6]
- 1971年（昭和46年）　従四位、勲三等旭日中綬章

## 著書
- 『寿の字海老』展望社 1960